# نيسان ليف
نيسان ليف هي سيارة كهربائية من إنتاج شركة نيسان موتورز، من طراز «الهاتشباك» ذات الأبواب الخمسة. بدأ إنتاجها سنة 2010، ويوجد منها عدة أصناف مثل S و SV و SL و تختلف كل نسخة عن الأخرى من حيث التجهيزات و من أهم التجهيزات مدخل الشحن المفرد و المزدوج و هي تعتمد على بطارية 30 كيلوواط تمكنها من قطع 172 كم (107 ميلا) على كامل شحن البطارية و تأتي ب محرك بقوة 110 حصان. منذ إنشائها، تم بيع أكثر من 250,000 ليفس في جميع أنحاء العالم حتى ديسمبر 2016، مما يجعل ليف السيارة الأكثر مبيعا في العالم على الطرق السريعة الأكثر مبيعا في العالم وكسيارة كهربائية بالكامل، فإن نيسان ليف لا تنتج أي تلوث للأنابيب أو انبعاثات غازات الدفيئة عند نقطة التشغيل، وتساهم في تقليل الاعتماد على البترول.ومن بين الجوائز والاعترافات الأخرى، فازت نيسان ليف بجائزة السيارات الخضراء لعام 2010، والسيارة الأوروبية لعام 2011، والسيارة العالمية لعام 2011، وسيارة العام 2011-2012 في اليابان. و نيسان ليف خيار أساسي لسيارة عائلية صديقة للأسرة بأسعار معقولة. كما من المعروف ان انتشارها السريع و الاقبال الكبير على السيارة يدل على أنها عملية جدا و مناسبة للحياة العامة.

## المزايا والعيوب

### التوفير
- كون هذه السيارة تعمل بالطاقة الكهربائية بالتالي فإن محركها لا يحدث انفجارات، و لذلك فهو لا يحتاج لزيوت أو شمعات احتراق أو غيرها من قطع الغيار.
- لا تتطلب الكثير من المصاريف بشكل دوري كبقية السيارات التي تعمل بالوقود أو حتى الهجينة.
- أما بالنسبة للطاقة الكهربائية فإنَّ تكلفة شحن بطارية السيارة أقل بكثير من تكلفة شراء الوقود.

### التكنولوجيا
- تم تزويد سيارة ليف بالكثير من المرفقات التكنولوجية التي تميزها عن بقية المركبات، و أبرزها نظام الأمان الذي يمكن ربطه مع الهواتف النقالة.
- كما تم تزويدها ببعض الأنظمة التي يمكن إيجادها ببقية السيارات مثل نظام الملاحة و الراديو اللذان يعملان بالأقمار الصناعية.

### كفاءة البطارية
- عند شحن البطارية للحد الأقصى فإنَّها تؤمن للسيارة قدرة تمكنها من السير لمسافة أكثر 140 كيلومتر تقريبا بحسب الظروف الجوية و ظروف القيادة.
- و بالتالي فإنَّ هذا الأمر قد لا يكون مجدي لبعض الأشخاص و خصوصا الذين يحتاجون قطع مسافات كبيرة بشكل يومي.

### إعادة الشحن
- يحتاج المرء لإعادة شحن بطارية سيارة نسيان ليف من المنزل بالشاحن الاعتيادي لمدة لا تقل عن أربعة ساعات، وهذا الأمر قد يشكل عائق أمام الكثير خصوصا في حالات الطوارئ.
- على الرغم من توفر الشاحن السريع في محطات الشحن إلا أنه غير منتشر في كل البلدان و قد يحتاج المرء لقطع مسافات إضافية من أجل شحن البطارية ولكن الأمر الجيد ان خدمة الشحن السريع بدأت تنتشر و بشكل كبير خصوصا في الشرق الأوسط.
- ملاحظة يمكن للشاحن السريع أن يعيد شحن البطارية خلال 15 دقيقة فقط.

### الظروف الجوية
عند انخفاض درجة الحرارة فإنَّ أي بطارية تفقد جزء من قدرتها الاستيعابية و التشغيلية، وكذلك بطارية ليف.

### السرعة
تبين من خلال تجارب القيادة بأنَّ قيادة ليف بسرعة تتجاوز 80 كليومتر بالساعة يزيد من استهلاك الطاقة، و بالتالي فإنَّها تقطع مسافات أقل من المتوقع.

## معرض صور

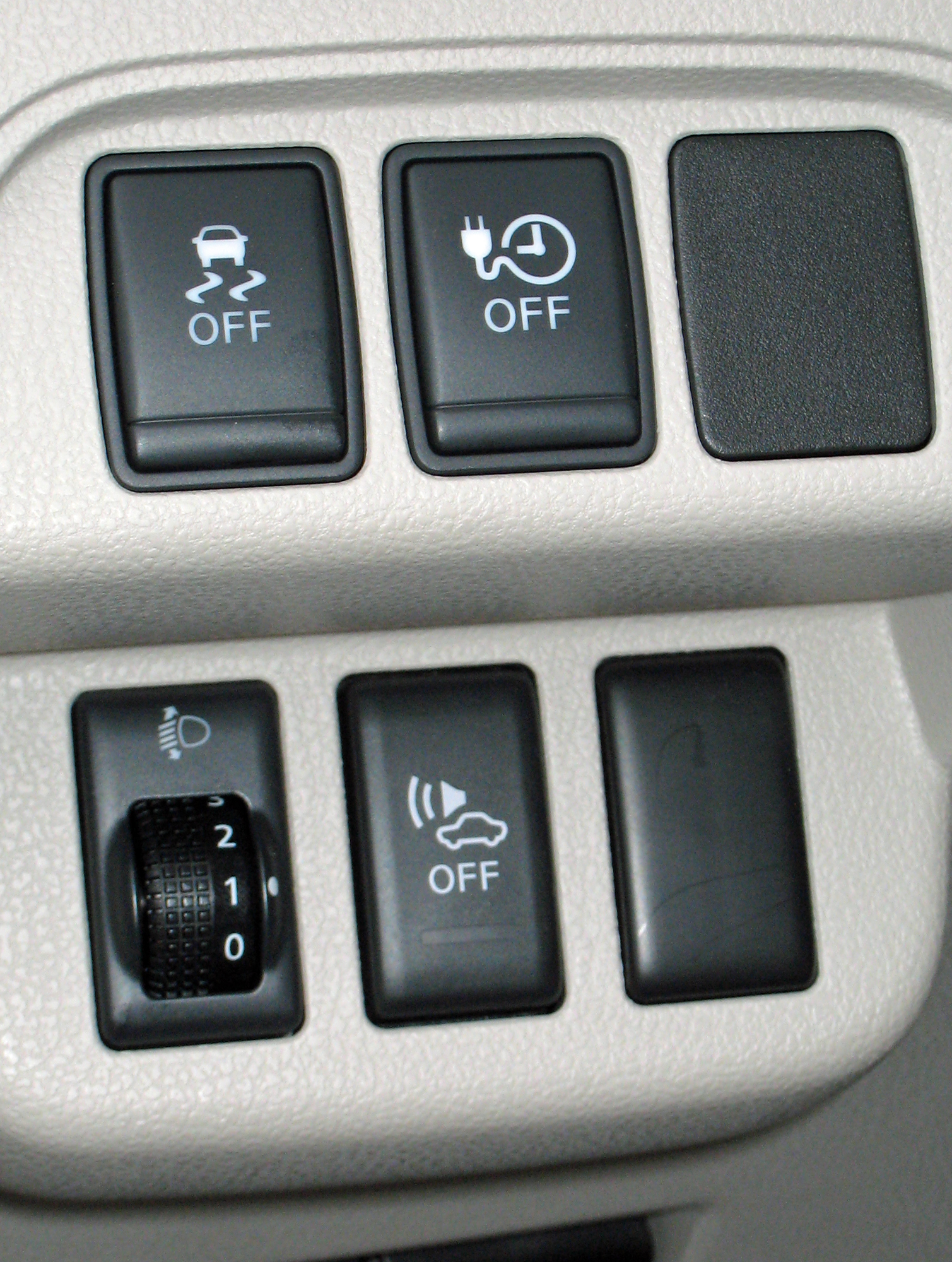
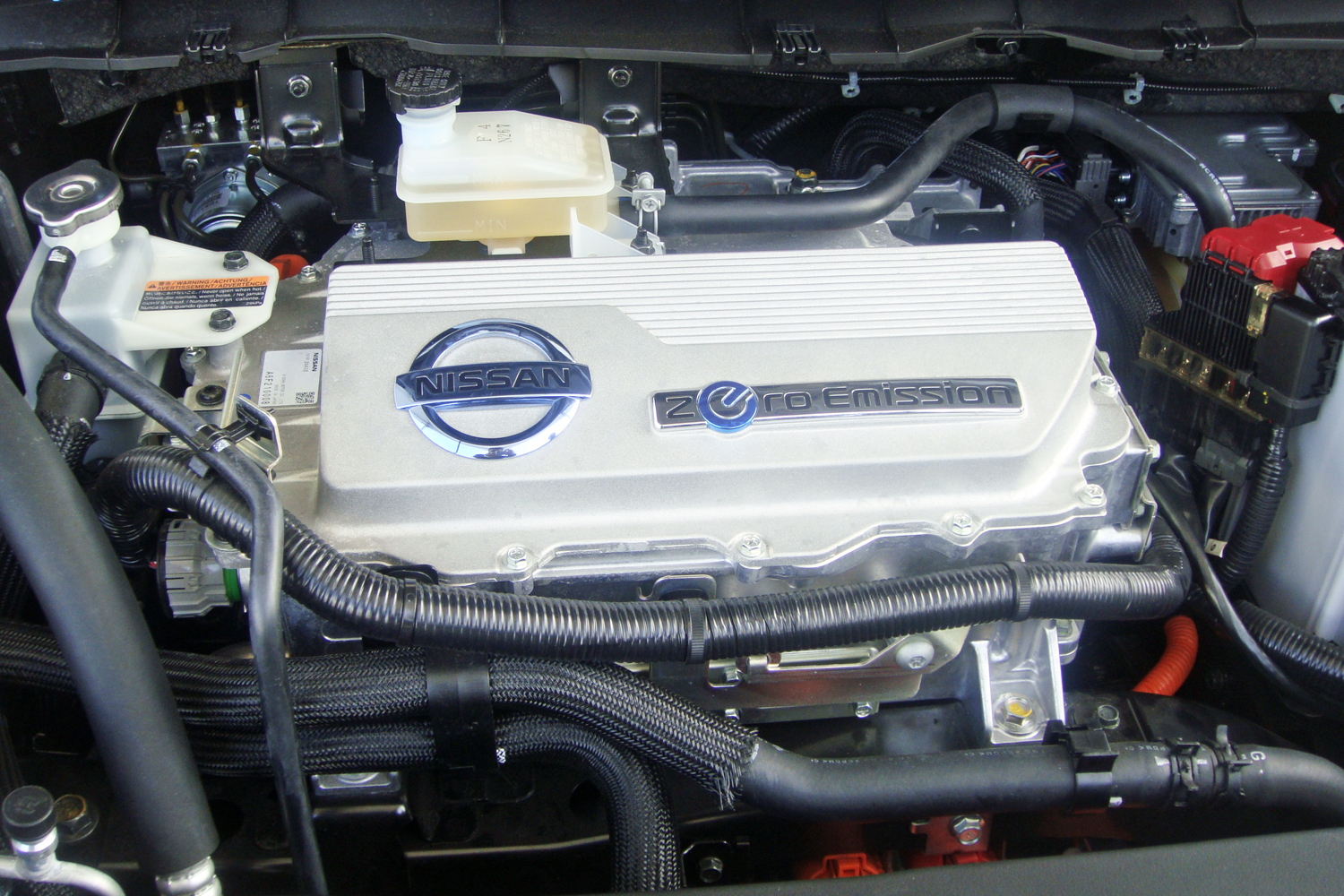
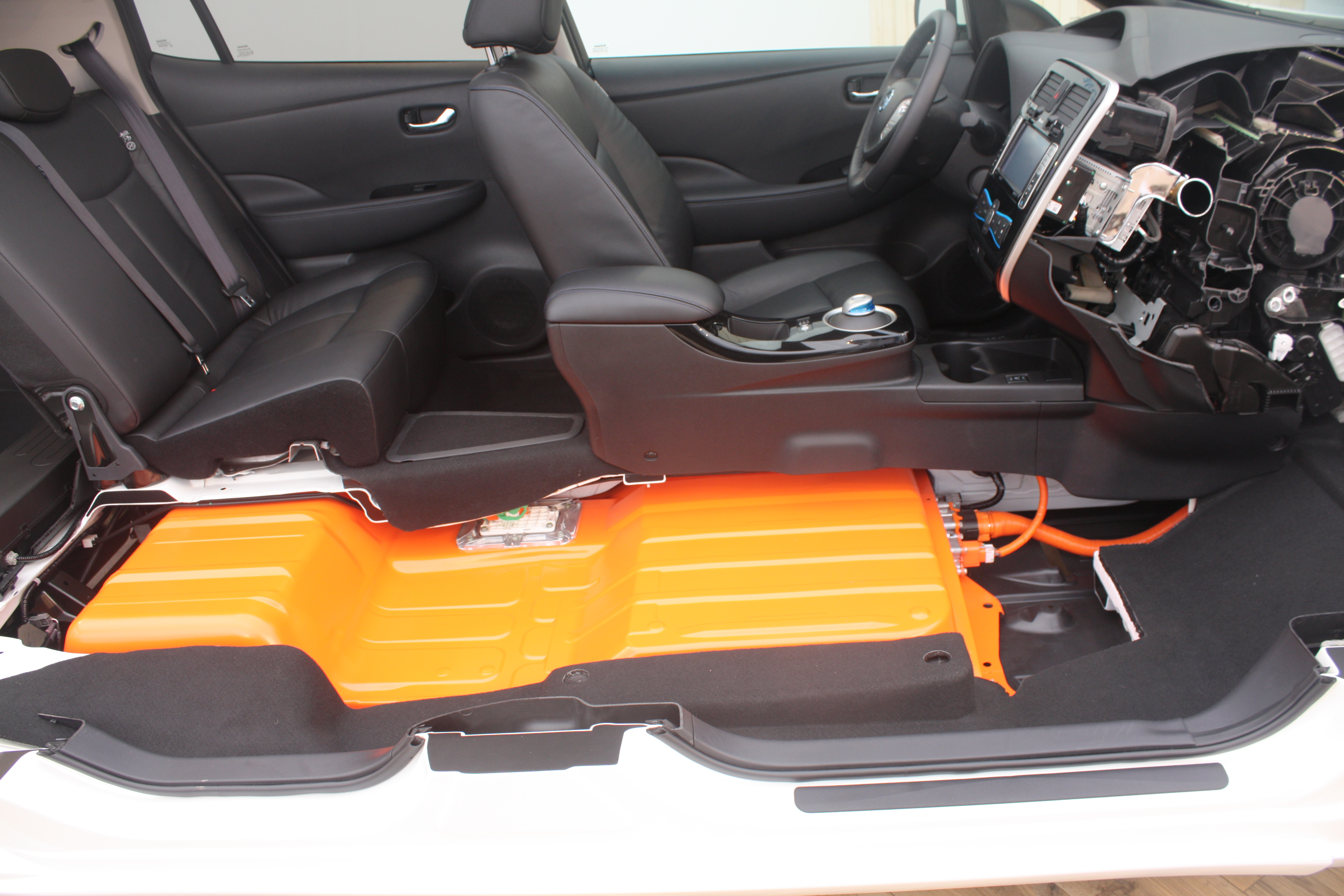
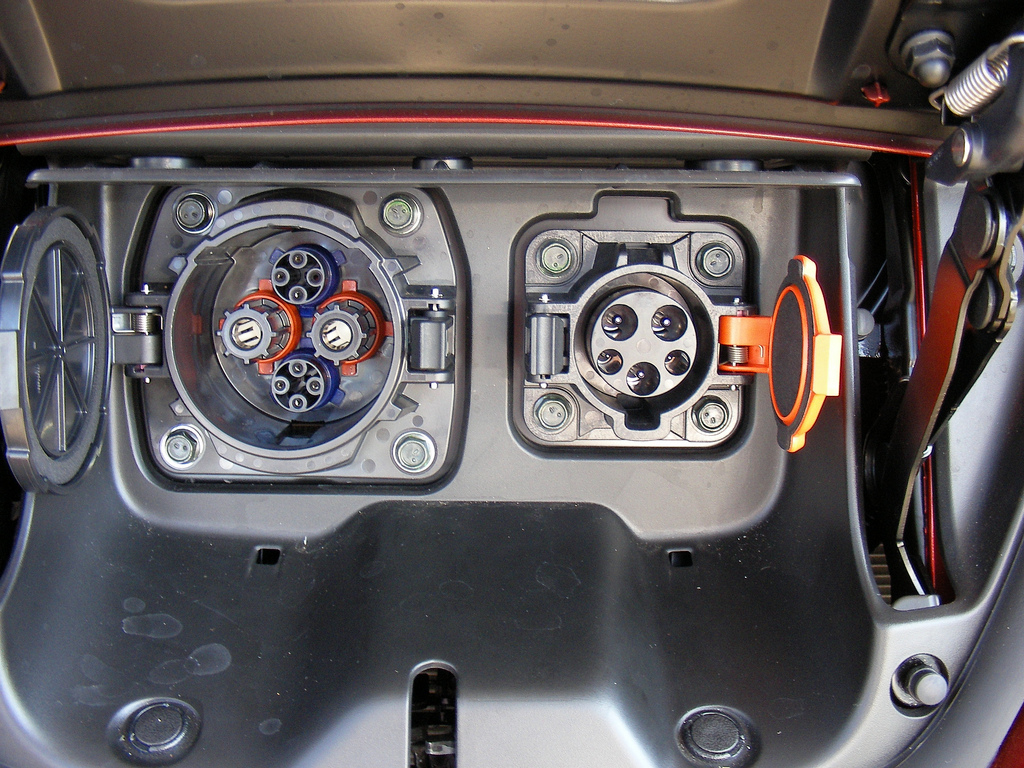
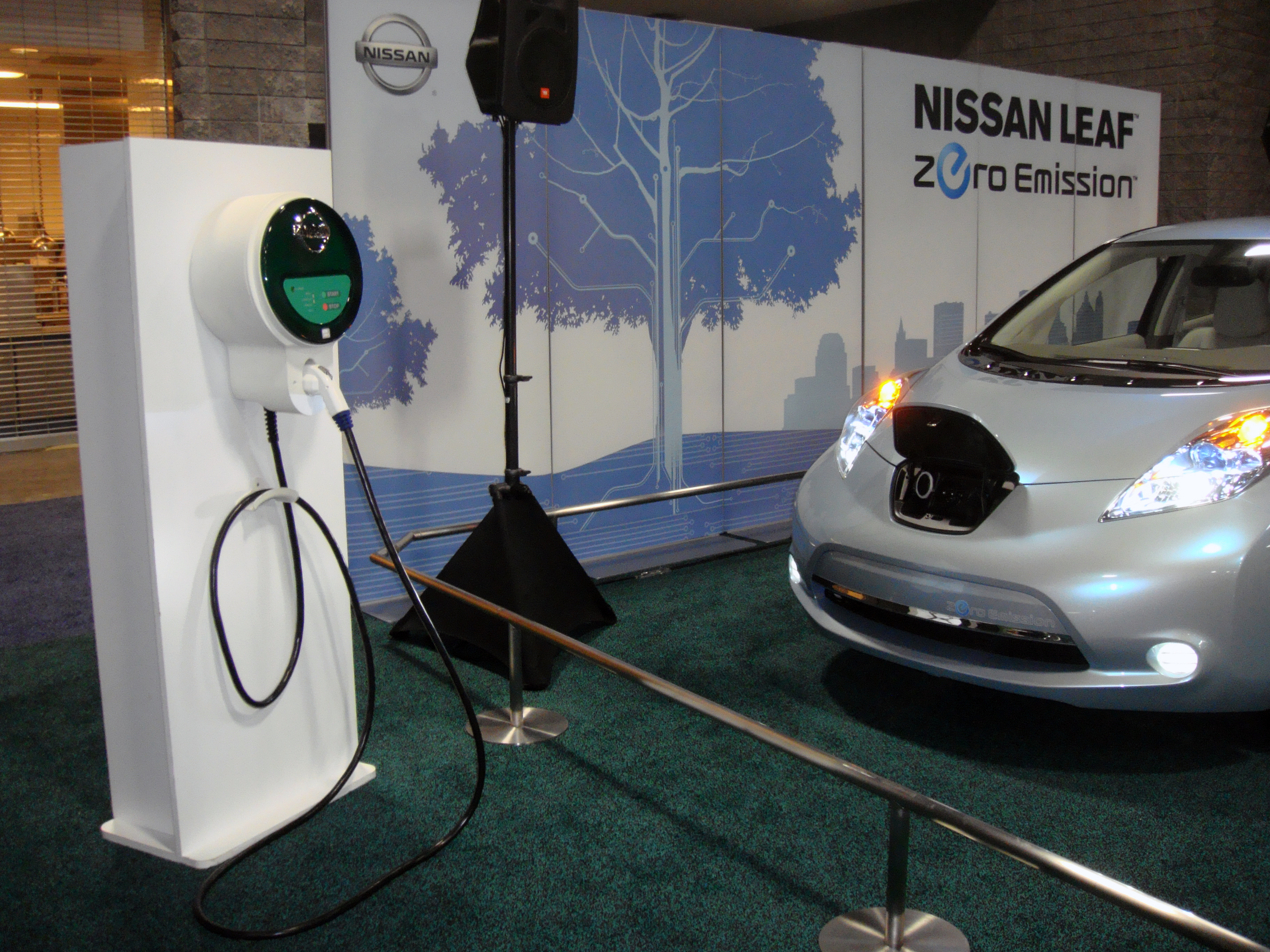
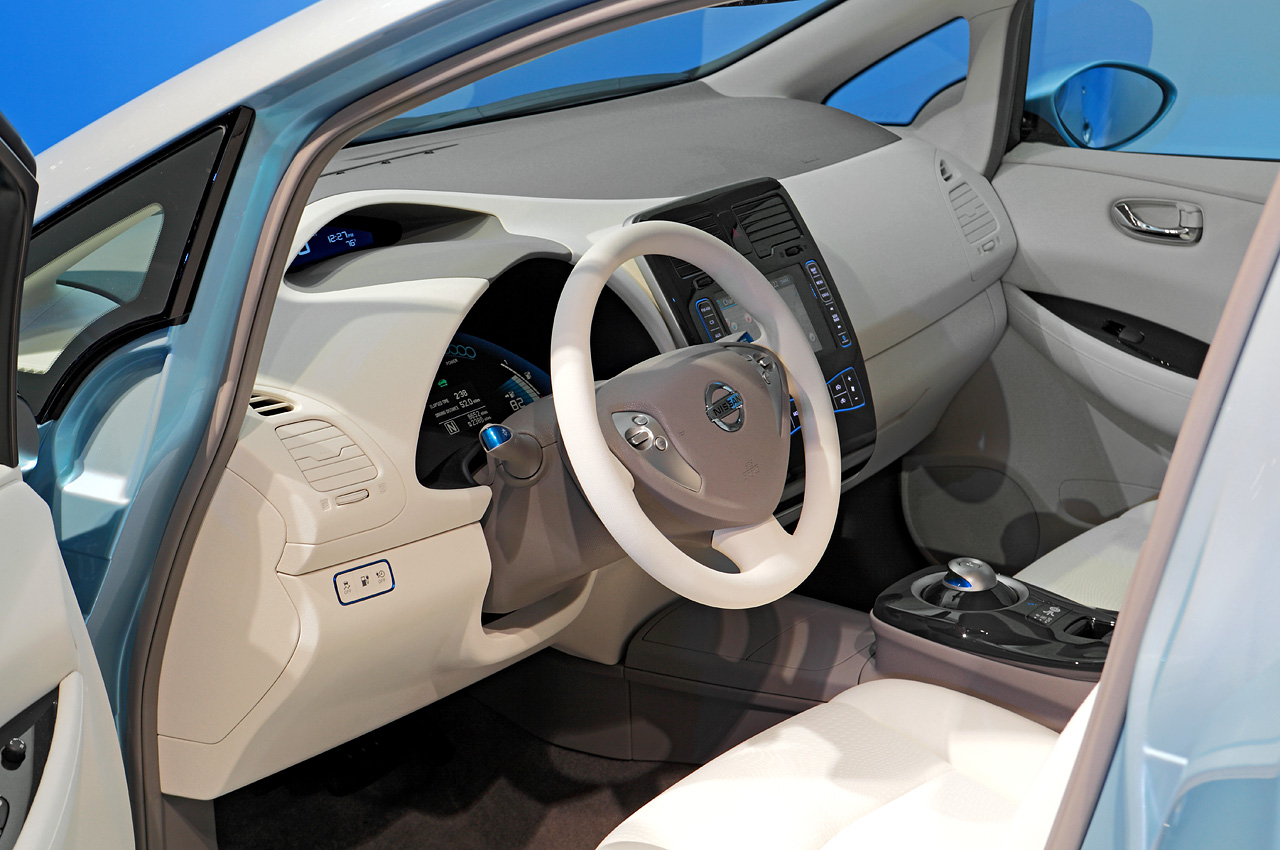